# Bésame Giuda
Bésame Giuda è il primo singolo estratto dal terzo album della cantautrice catanese Carmen Consoli, Mediamente isterica (1998).
Il singolo è uscito in due diverse edizioni, che si differenziavano per le tracce presenti su ognuno e per la confezione.

## Tracce
Prima edizione (formato in cartoncino)
1. Bésame Giuda
2. Fino all'ultimo (live)

Seconda edizione (formato in digipack)
1. Bésame Giuda
2. Bésame mucho
3. Fino all'ultimo (live)
4. La stonato (live)

## Formazione
- Carmen Consoli - voce, chitarra elettrica
- Salvo Cantone - basso
- Leif Searcy - batteria
- Massimo Roccaforte - chitarra elettrica
- Santi Pulvirenti - chitarra elettrica
- Gionata Colaprisca - percussioni